# Grenzbrigade 5

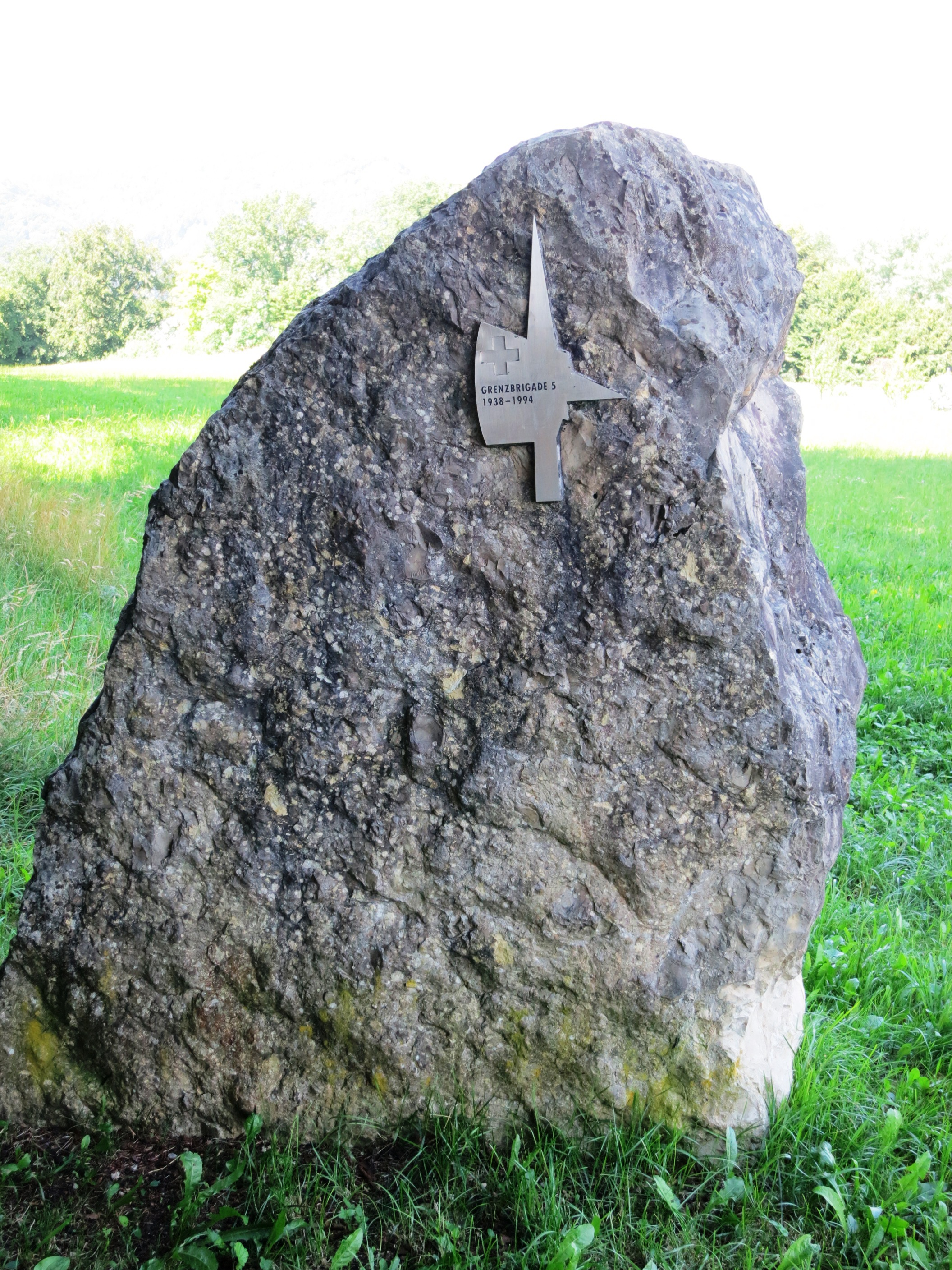
Gedenkstein Grenzbrigade 5 bei Rein AG

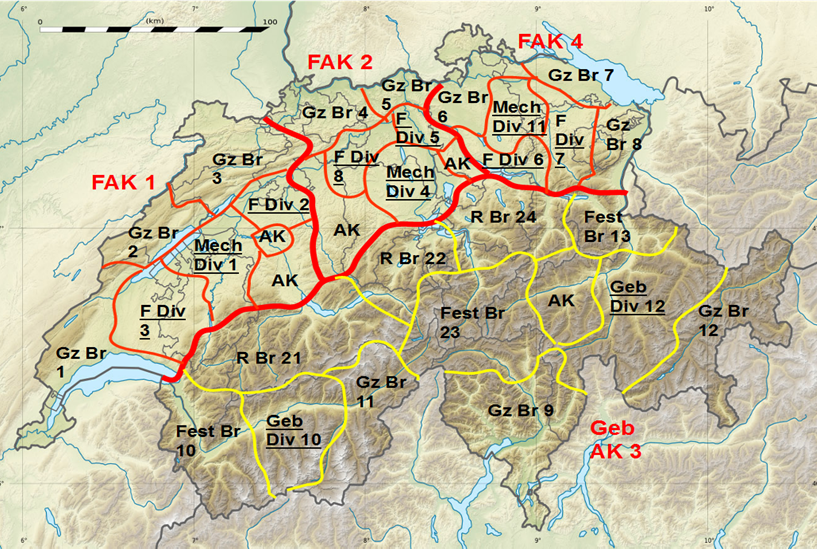
Grenzbrigade 5 im Grunddispositiv von 1992

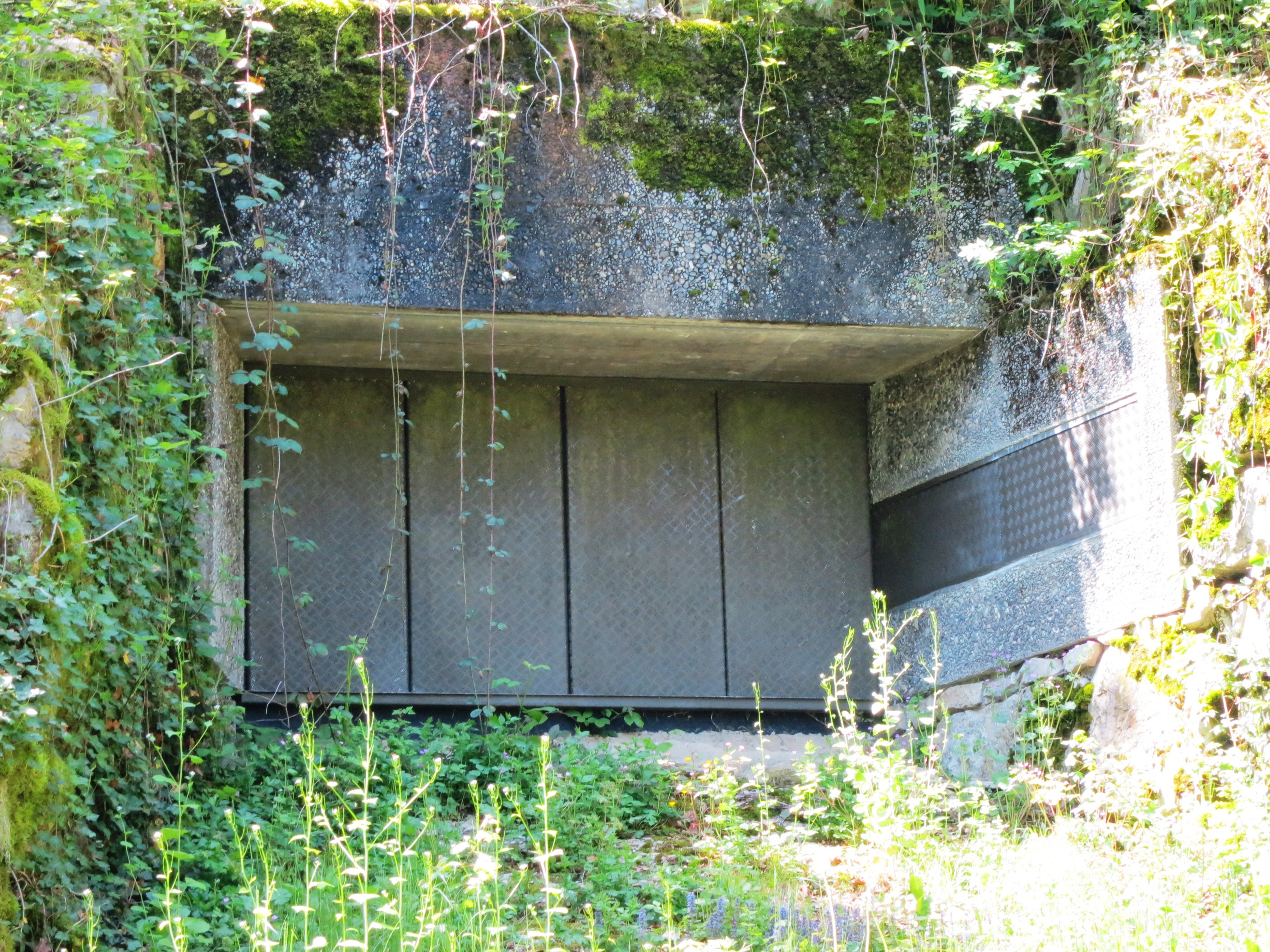
Centi Bunker bei Stilli im Brigaderaum

Die Grenzbrigade 5 (Gz Br 5) war eine von elf Grenzbrigaden der Schweizer Armee. Die Miliztruppen aus dem Kanton Aargau  waren dem 2. Armeekorps (seit 1961 Feldarmeekorps 2, FAK 2) unterstellt. Die Grenzbrigade 5 bestand von 1938 bis 1994 (Armee 95).

## Geschichte
Die Grenztruppen wurden in Übereinstimmung mit den Haager Abkommen mit der Truppenordnung 1938 (TO 38) neu organisiert und 11 Grenzbrigaden (Gz Br) geschaffen. Neben den Grenzfüsilierbataillonen verfügten sie über eine Kompanie Radfahrer, motorisierte Mitrailleure und Infanteriekanoniere.
Die Grenzbrigade 5 war für Ausbildung und Einsatzvorbereitung dem 2. Armeekorps zugewiesen. Die Unterstellung während des Einsatzes wurde durch den jeweiligen Operationsplan bestimmt. In allen Verbänden der Grenztruppen wurden Milizsoldaten mit Wohnsitz im Einsatzraum eingeteilt, weil die Grenztruppen im Mobilmachungsfall als erste aufgeboten wurden und sofort einsatzbereit sein mussten, damit die Mobilmachung des Gros der Armee nicht gestört werden konnte. 
Die Brigade war bei der Bildung ein Infanterieverband und hatte den Abnützungskampf ab Grenze zu führen. Das Einsatzgebiet hatte eine Frontbreite von 34 km und 12 km Tiefe. Links war die Grenze zur Grenzbrigade 4 bei Stein Säckingen ⊙ und rechts zur Grenzbrigade 6 bei Kaiserstuhl ⊙. Die rückwärtige Linie führte vom Raum Aarau ⊙ über Holderbank, Untersiggenthal nach Wettingen ⊙.
Am 1. September 1939 wurde die Grenzbrigade 5 mobilisiert. Während des ganzen Zweiten Weltkrieges blieb sie in ihrer Stammregion, der Einsatzraum und die Unterstellung wurden aber mehrmals angepasst (Limmatstellung, Bezug des Reduit).
Der Auftrag der Grenzbrigade 5 lautete:
«Halten bis zur letzten Patrone», wie bei allen Grenzbrigaden. Mit allen Mitteln war die Rheinüberquerung eines Feindes zu verhindern respektive die weiterführenden Achsen zu sperren. Neben dem Neutralitätsschutzdienst (NSD) stellte der Verband die Zerstörung der Rheinübergänge sicher, verhinderte einen Stoss ins Wasserschloss und widersetzte sich einem Stoss durch seinen Raum.
Nach 1945 wurden Mittel, Aufträge und die Organisation der Grenzbrigade 5 periodisch aktualisiert und die Infrastruktur modernisiert.
Das letzte Dispositiv (1980er Jahre) der Brigade war auf einen Angriff aus dem Osten entlang der Schweizer Grenze westwärts mit einem allfälligen Parallelstoss über Schweizer Gebiet ausgelegt.

### Einheiten (Stand 1994)
- Stab Grenzbrigade 5
- Infanterieregimenter 50, 73, 89
- Infanterieregiment 16 (Armeereserve)
- fünf Panzerabwehrlenkwaffenkompanien (PAL Kp), zwei Panzerabwehrkompanien (Pzaw Kp)
- Festungsartillerieabteilung (Fest Art Abt) 21 (mit sechs 12 cm Festungsminenwerfer)
- Werkkompanien 23, 24, 25, 26
- Aufklärungskompanie III/5 (Felddivision 5)
- PAL Kp 44 (FAK 2)
- Direktunterstützung durch Panzerhaubitzenabteilung (DU Pz Hb Abt 32) (FAK 2)

### Kommandoposten, Artilleriewerke und Sperrstellen
Die Werke und Sperrstellen der Grenzbrigade 5 lagen im Kanton Aargau und im angrenzenden Raum:
- Kommandoposten (KP): KP Grenzbrigade 5 Wallbach A 3966, KP Überthal/Riedacker A 3869, KP Reinerberg A 3892, KP Holzmatt/Bözberg F 5700, Übermittlungszentrale Überthal/Oberbözberg A 3868, Sanitätshilfsstelle (San Hist) Ampferenhöhe A 3908
- Artilleriewerke und -stellungen (Art Stel): Besserstein A 3856, Geissberg A 3863, Homberg A 3962, Reuenthal A 4263, Villiger-Buck A 3846, Bächlimatte A 4519, Sagel A 3934.
- Sperrstellen (Sperrstellen von nationaler Bedeutung mit *[2]): Baldingen⊙, Bernau ⊙, Biberstein⊙, Bossenhus⊙, Bözberg⊙, Bürersteig⊙, Densbüren*⊙, Döttingen-Tegerfelden⊙, Eiken⊙, Endingen⊙, Etzgen⊙, Felsenau ⊙, Fisibach⊙, Frick*⊙, Hägele⊙, Hardwald⊙, Hertenstein⊙, Kaiserstuhl⊙, Kaisten⊙, Koblenz*⊙, Laufenburg⊙, Leibstadt⊙, Leidikon⊙, Letzi⊙, Leuggern⊙, Mellikon⊙, Mettau⊙, Obererlinsbach⊙, Oberzeihen⊙, Rein-Roost*⊙, Rekingen⊙, Reuenthal-Full*⊙, Rietheim⊙, Rümikon⊙, Schwaderloch⊙, Siglistorf⊙, Stein⊙, Stelli⊙, Villigen*⊙, Zurzach*⊙[3]

## Festungsmuseum Reuenthal
Der Verein Militär- und Festungsmuseum Full-Reuenthal ist Träger des seit 1989 bestehenden Festungsmuseums Reuenthal und des 2004 eröffneten Schweizerischen Militärmuseums Full. Neben dem Betrieb dieser beiden Museen besitzt der Verein im Kanton Aargau und angrenzenden Gebieten etwa 90 militärhistorische Anlagen (Infanterie- und Artilleriewerke, Tanksperren, Infanterieunterstände, Panzerabwehrwerke, Beobachtungsbunker, Kommandoposten, Sanitätsbunker). Der Verein übernahm auch die museale Umrüstung des einstigen verbunkerten Kommandopostens der Grenzbrigade 5.